# Kamienica przy ulicy Archidiakońskiej 7 w Lublinie
Kamienica Archidiakońska 7 – zabytkowa trzypiętrowa kamienica na Starym Mieście w Lublinie. Wpisana do rejestru zabytków pod numerem A/104 z dnia 3.03.2004. Obecną formę uzyskała na początku XX wieku. Znajduje się w zwartym ciągu zabudowy ulicy Archidiakońskiej, pomiędzy zabytkowymi kamienicami numer 5 i numer 9 - domem mansjonarskim w Lublinie. Budynek podpiwniczony jest dwoma kondygnacjami piwnic. 

## Historia
Pierwsza wzmianka o istnieniu w tym miejscu budynku pochodzi z 1406 roku. Znajdowała się w nim szkoła miejska zarządzana przez Radę Miasta. W 1616 roku Paweł Piasecki zapisał plac sąsiadującym wikariuszom. W 1685 roku połączono dwa place należące do wikariatu oraz omawiany i zbudowana na mim drewniany dwór należący do archidiakona. 90 lat później w miejscu starego dworu został zbudowany nowy, także drewniany dla archidiakona lubelskiego ks. Aleksandra Trembińskiego. W 1809 roku posiadłość zakupił sędzia Ignacy Gruszecki. W rekach rodziny Gruszeckich dom pozostawał do 1854 roku. Jak większość kamienic na lubelskiej starówce posiadłość przechodziła do kolejnych rąk. W 1884 roku Aniela Radkiewicz odkupiła nieruchomość, a po niej odziedziczyła ją Maria Wilczyńska, która w 1912 roku sprzedała ją Schronisku dla Nauczycieli im. Wiktorii Michelisowej. 
W tym samym roku rozpoczęto budowę schroniska, jednak z powodu braku funduszy oraz toczącej się wojny fundacja im. Wiktorii Michelisowej nie była w stanie ukończyć budowy. Budowa została sfinansowana i zakończona dopiero w 1918 roku dzięki środkom pochodzącym z Katolickiego Uniwersytetu Lubelskiego, w zamian za korzystanie z pomieszczeń w budynku na bursę dla studiujących na KULu księży. Przez KUL był wykorzystywany w latach 1924-1931. W latach 1925–1929 mieszkał w nim Stefan Wyszyński. Od 1931 roku rozpoczęło działalność schronisko, a już w 1940 budynek zajęły niemieckie władze okupacyjne. W 1944 roku schronisko powróciło do kamienicy. W 1963 roku przeprowadzony został generalny remont i kamienica została przejęta przez Skarb Państwa.
Obecnie w budynku znajduje się Dom Pomocy Społecznej im. Wiktorii Michelisowej prowadzony przez siostry pasjonistki.

## Literatura
- Lubelska Fundacja Odnowy Zabytków - Dawny Dworek Archidiakoński, później dawny przytułek dla Nauczycielek im. V. Michelis , Opracowano w części na podstawie karty ewidencyjnej, przechowywanej w WUOZ w Lublinie.
- Teatr NN.pl Leksykon Lublin, Anna Malik – Archidiakońska 7 w Lublinie.
- Dom Pomocy Społecznej im. Wiktorii Michelisowej - Historia domu
- Irena Kowalczyk: Zwiedzamy Lublin, Przewodnik. Lublin: Kami Biuro Usług Pilotarskich i Przewodnickich, 2011, s. 135. ISBN 978-83-912971-4-8.